# 8.ª etapa do Giro d'Italia de 2023
A 8.ª etapa do Giro d'Italia de 2023 teve lugar a 13 de maio de 2023 com início na cidade de Terni e final na localidade de Fossombrone  sobre um percurso de 207 km. Esta foi vencida pelo irlandês Ben Healy da equipa EF Education-EasyPost, enquanto o norueguês Andreas Leknessund conseguiu manter a liderança.

## Classificação da etapa
| Terni - Fossombrone | etapa escarpada | (207 km) |

| \| Classificação por etapas \| Classificação por etapas \| Classificação por etapas \| Classificação por etapas \| Classificação por etapas \| \| Ciclista \| Ciclista \| Equipe \| Tempo \| \| \| ------------------------ \| ------------------------ \| ---------------------------------- \| ------------------------ \| ------------------------ \| \| 1. \| Ben Healy \| EF Education-EasyPost \| 4h44m24s \| \| \| 2. \| Derek Gee \| Israel-Premier Tech \| + 1m49s \| \| \| 3. \| Filippo Zana \| Team Jayco AlUla \| + 1m49s \| \| \| 4. \| Warren Barguil \| Arkéa-Samsic \| + 1m49s \| \| \| 5. \| Carlos Verona \| Movistar Team \| + 2m12s \| \| \| 6. \| Mattia Bais \| Eolo-Kometa \| + 2m37s \| \| \| 7. \| Toms Skujiņš \| Trek-Segafredo \| + 3m51s \| \| \| 8. \| Alessandro Tonelli \| Green Project-Bardiani CSF-Faizanè \| + 3m56s \| \| \| 9. \| Oscar Riesebeek \| Alpecin-Deceuninck \| + 4m00s \| \| \| 10. \| Tao Geoghegan Hart \| Ineos Grenadiers \| + 4m34s \| \| |                    |                                    |          |
| |                    |                                    |          |
| Fonte: ProCyclingStats |                    |                                    |          |
| Classificação por etapas |                    |                                    |          |
| Ciclista | Ciclista           | Equipe                             | Tempo    |
| 1. | Ben Healy          | EF Education-EasyPost              | 4h44m24s |
| 2. | Derek Gee          | Israel-Premier Tech                | + 1m49s  |
| 3. | Filippo Zana       | Team Jayco AlUla                   | + 1m49s  |
| 4. | Warren Barguil     | Arkéa-Samsic                       | + 1m49s  |
| 5. | Carlos Verona      | Movistar Team                      | + 2m12s  |
| 6. | Mattia Bais        | Eolo-Kometa                        | + 2m37s  |
| 7. | Toms Skujiņš       | Trek-Segafredo                     | + 3m51s  |
| 8. | Alessandro Tonelli | Green Project-Bardiani CSF-Faizanè | + 3m56s  |
| 9. | Oscar Riesebeek    | Alpecin-Deceuninck                 | + 4m00s  |
| 10. | Tao Geoghegan Hart | Ineos Grenadiers                   | + 4m34s  |

## Classificações ao final da etapa

### Classificação geral(Maglia Rosa)
| \| Classificação geral \| Classificação geral \| Classificação geral \| Classificação geral \| Classificação geral \| \| Ciclista \| Ciclista \| Equipe \| Tempo \| \| \| ------------------- \| ---------------------- \| ------------------- \| ------------------- \| ------------------- \| \| 1. \| Andreas Leknessund \| Team DSM \| 33h52m10s \| \| \| 2. \| Remco Evenepoel \| Soudal Quick-Step \| + 8s \| \| \| 3. \| Primož Roglič \| Jumbo-Visma \| + 38s \| \| \| 4. \| João Almeida \| UAE Team Emirates \| + 40s \| \| \| 5. \| Geraint Thomas \| Ineos Grenadiers \| + 52s \| \| \| 6. \| Tao Geoghegan Hart \| Ineos Grenadiers \| + 56s \| \| \| 7. \| Aurélien Paret-Peintre \| AG2R Citroën Team \| + 58s \| \| \| 8. \| Aleksandr Vlasov \| Bora-Hansgrohe \| + 1m26s \| \| \| 9. \| Damiano Caruso \| Bahrain Victorious \| + 1m39s \| \| \| 10. \| Lennard Kämna \| Bora-Hansgrohe \| + 1m54s \| \| |                        |                    |           |
| |                        |                    |           |
| Fonte: ProCyclingStats |                        |                    |           |
| Classificação geral |                        |                    |           |
| Ciclista | Ciclista               | Equipe             | Tempo     |
| 1. | Andreas Leknessund     | Team DSM           | 33h52m10s |
| 2. | Remco Evenepoel        | Soudal Quick-Step  | + 8s      |
| 3. | Primož Roglič          | Jumbo-Visma        | + 38s     |
| 4. | João Almeida           | UAE Team Emirates  | + 40s     |
| 5. | Geraint Thomas         | Ineos Grenadiers   | + 52s     |
| 6. | Tao Geoghegan Hart     | Ineos Grenadiers   | + 56s     |
| 7. | Aurélien Paret-Peintre | AG2R Citroën Team  | + 58s     |
| 8. | Aleksandr Vlasov       | Bora-Hansgrohe     | + 1m26s   |
| 9. | Damiano Caruso         | Bahrain Victorious | + 1m39s   |
| 10. | Lennard Kämna          | Bora-Hansgrohe     | + 1m54s   |

### Classificação por pontos(Maglia Ciclamino)
| Classificação por pontos | Classificação por pontos | Classificação por pontos   | Classificação por pontos | Classificação por pontos |
| Ciclista                 | Ciclista                 | Equipe                     | Pontos                   |                          |
| ------------------------ | ------------------------ | -------------------------- | ------------------------ | ------------------------ |
| 1.                       | Jonathan Milan           | Bahrain Victorious         | 113 pts                  |                          |
| 2.                       | Kaden Groves             | Alpecin-Deceuninck         | 100 pts                  |                          |
| 3.                       | Mads Pedersen            | Trek-Segafredo             | 89 pts                   |                          |
| 4.                       | Michael Matthews         | Team Jayco AlUla           | 57 pts                   |                          |
| 5.                       | Aurélien Paret-Peintre   | AG2R Citroën Team          | 33 pts                   |                          |
| 6.                       | Vincenzo Albanese        | Eolo-Kometa                | 32 pts                   |                          |
| 7.                       | Ben Healy                | EF Education-EasyPost      | 29 pts                   |                          |
| 8.                       | Toms Skujiņš             | Trek-Segafredo             | 28 pts                   |                          |
| 9.                       | Davide Bais              | Eolo-Kometa                | 27 pts                   |                          |
| 10.                      | Stefano Gandin           | Team Corratec-Selle Italia | 24 pts                   |                          |

### Classificação da montanha(Maglia Azzurra)
| Classificação da montanha | Classificação da montanha | Classificação da montanha  | Classificação da montanha | Classificação da montanha |
| Ciclista                  | Ciclista                  | Equipe                     | Pontos                    |                           |
| ------------------------- | ------------------------- | -------------------------- | ------------------------- | ------------------------- |
| 1.                        | Davide Bais               | Eolo-Kometa                | 86 pts                    |                           |
| 2.                        | Thibaut Pinot             | Groupama-FDJ               | 50 pts                    |                           |
| 3.                        | Karel Vacek               | Team Corratec-Selle Italia | 36 pts                    |                           |
| 4.                        | Simone Petilli            | Intermarché-Circus-Wanty   | 32 pts                    |                           |
| 5.                        | Amanuel Gebrezgabihier    | Trek-Segafredo             | 26 pts                    |                           |
| 6.                        | Ben Healy                 | EF Education-EasyPost      | 24 pts                    |                           |
| 7.                        | Aurélien Paret-Peintre    | AG2R Citroën Team          | 22 pts                    |                           |
| 8.                        | Francesco Gavazzi         | Eolo-Kometa                | 18 pts                    |                           |
| 9.                        | Warren Barguil            | Arkéa-Samsic               | 16 pts                    |                           |
| 10.                       | Alessandro De Marchi      | Team Jayco AlUla           | 15 pts                    |                           |

### Classificação dos jovens(Maglia Bianca)
| Classificação dos jovens | Classificação dos jovens | Classificação dos jovens | Classificação dos jovens | Classificação dos jovens |
| Ciclista                 | Ciclista                 | Equipe                   | Tempo                    |                          |
| ------------------------ | ------------------------ | ------------------------ | ------------------------ | ------------------------ |
| 1.                       | Andreas Leknessund       | Team DSM                 | 29h02m38s                |                          |
| 2.                       | Remco Evenepoel          | Soudal Quick-Step        | + 28s                    |                          |
| 3.                       | João Almeida             | UAE Team Emirates        | + 1m00s                  |                          |
| 4.                       | Thymen Arensman          | Ineos Grenadiers         | + 2m32s                  |                          |
| 5.                       | Santiago Buitrago        | Bahrain Victorious       | + 2m52s                  |                          |
| 6.                       | Einer Rubio              | Movistar Team            | + 3m35s                  |                          |
| 7.                       | Alexander Cepeda         | EF Education-EasyPost    | + 6m27s                  |                          |
| 8.                       | Ilan Van Wilder          | Soudal Quick-Step        | + 6m47s                  |                          |
| 9.                       | Laurens Huys             | Intermarché-Circus-Wanty | + 6m57s                  |                          |
| 10.                      | Michel Hessmann          | Jumbo-Visma              | + 9m50s                  |                          |

### Classificação por equipas"Super team"
| Classificação por equipes | Classificação por equipes | Classificação por equipes | Classificação por equipes |
| Equipe                    | Equipe                    | Tempo                     |                           |
| ------------------------- | ------------------------- | ------------------------- | ------------------------- |
| 1.                        | Ineos Grenadiers          | 101h38m51s                |                           |
| 2.                        | EF Education-EasyPost     | + 1m57s                   |                           |
| 3.                        | Bahrain Victorious        | + 3m03s                   |                           |
| 4.                        | Jumbo-Visma               | + 4m54s                   |                           |
| 5.                        | Bora-Hansgrohe            | + 6m30s                   |                           |
| 6.                        | UAE Team Emirates         | + 7m40s                   |                           |
| 7.                        | Soudal Quick-Step         | + 11m22s                  |                           |
| 8.                        | Israel-Premier Tech       | + 17m26s                  |                           |
| 9.                        | Movistar Team             | + 19m45s                  |                           |
| 10.                       | Groupama-FDJ              | + 23m29s                  |                           |

## Abandonos
- Lars van den Berg (Groupama-FDJ) não tomou a saída.
- Filippo Ganna (Ineos Grenadiers) não tomou a saída.[2]
- David Dekker (Arkéa Samsic) não finalizou a etapa.
- Samuele Zoccarato (Green Project-Bardiani CSF-Faizanè) não finalizou a etapa.
- Florian Stork (Team DSM) não finalizou a etapa.